# Complement (verzamelingenleer)

Het complement van de deelverzameling van :
.

In de verzamelingenleer is het complement van een deelverzameling {\displaystyle A} gedefinieerd met betrekking tot een verzameling {\displaystyle U} waarvan alle betrokken verzamelingen deel van zijn. Het complement van {\displaystyle A} is de deelverzameling van {\displaystyle U} bestaande uit alle elementen van {\displaystyle U} die niet tot {\displaystyle A} behoren.
De verzameling {\displaystyle U} wordt in dit verband als universele verzameling aangeduid en het complement van {\displaystyle A} genoteerd als
{\displaystyle A^{c}} of {\displaystyle {\bar {A}}},
zonder verdere verwijzing naar {\displaystyle U}; dus:
{\displaystyle A^{c}=\{x\in U\mid x\notin A\}}
Is {\displaystyle U} niet de universele verzameling, dan is er sprake van een relatief complement en is er geen speciale notatie. Het relatieve complement van {\displaystyle A} ten opzichte van {\displaystyle B} kan uitgedrukt worden als verschil
{\displaystyle B\setminus A}
of
{\displaystyle B-A}

## Eigenschappen
Het complement van het complement van een verzameling is de verzameling zelf:
{\displaystyle (A^{c})^{c}=A}
Samen met het complement vormt een verzameling de hele universele verzameling:
{\displaystyle A^{c}\cup A=U}
Een verzameling heeft geen gemeenschappelijk element met zijn complement:
{\displaystyle A^{c}\cap A=\emptyset }
'Buiten' de universele verzameling is niets:
{\displaystyle U^{c}=\emptyset }
{\displaystyle \emptyset ^{c}=U}
Regels van De Morgan:
{\displaystyle (A\cup B)^{c}=A^{c}\cap B^{c}}
{\displaystyle (A\cap B)^{c}=A^{c}\cup B^{c}}